# شهرستان چاتوگا
شهرستان چاتوگا (به انگلیسی: Chattooga County) یک شهرستان‌های جورجیا در ایالات متحده آمریکا است که در جورجیا واقع شده‌است. شهرستان چاتوگا ۸۱۳٫۲۶ کیلومتر مربع مساحت دارد.